# 渡辺はじめ
渡辺 はじめ（わたなべ はじめ、本名：渡辺 一、1957年 - ）は、日本の男性アニメーター、キャラクターデザイナー。新潟県出身。

## 来歴・人物
土田プロダクション（1986年7月に倒産）にてアニメーターとしてのキャリアをスタート。同プロ退社後はアニメ制作会社のスタジオぎゃろっぷ（現：ぎゃろっぷ）に長く在籍したが、現在はフリーで活躍している。
代表作は、『キテレツ大百科』『おじゃる丸』『スクールランブル』などのキャラクターデザイン・総作画監督。アニメーション情報誌の『アニメージュ』（徳間書店）にて『アニメーション制作進行くろみちゃん』の4コマ漫画を連載中。
アニメーション監督の大地丙太郎とタッグを組むことが多い。なお、『おんぶおばけ』チーフディレクターの渡辺はじめは当時のエイケン演出担当である渡辺米彦の変名であり、別人。

## 参加作品

### テレビアニメ
1977年
- 野球狂の詩（1977年 - 1979年、動画）※渡辺一名義

1980年
- まんがことわざ事典（1980年 - 1982年、動画）※渡辺一名義
- おじゃまんが山田くん（1980年 - 1982年、原画）※渡辺一名義

1982年
- ゲームセンターあらし（原画）※後半まで渡辺一名義

1983年
- まんが日本史（1983年 - 1984年、原画）※渡辺一名義
- キャプテン翼（第1作：1983年 - 1986年、原画）

1985年
- 新オバケのQ太郎（1985年 - 1987年、作画監督）

1986年
- タッチ（1986年 - 1987年、作画監督）

1987年
- 陽あたり良好!（1987年 - 1988年、作画監督）

1988年
- キテレツ大百科（1988年 - 1996年、総作画監督）

1992年
- 姫ちゃんのリボン（1992年 - 1993年、キャラクターデザイン・総作画監督）

1994年
- 赤ずきんチャチャ（1994年 - 1995年、キャラクターデザイン・総作画監督）

1995年
- ナースエンジェルりりかSOS（1995年 - 1996年、キャラクターデザイン・総作画監督）

1996年
- こどものおもちゃ（1996年 - 1998年、キャラクターデザイン・作画監督・原画）

1997年
- ケロケロちゃいむ（メインキャラクターデザイン）※キャラクターデザインは野田康行

1998年
- おじゃる丸（1998年 - 、キャラクターデザイン・作画監督・原画・演出）

1999年
- 十兵衛ちゃん-ラブリー眼帯の秘密-（原画）
- 今、そこにいる僕（1999年 - 2000年、原画）

2000年
- 風まかせ月影蘭（キャラクターデザイン）
- はじめの一歩（2000年 - 2001年、第1期OP作画）

2001年
- 星のカービィ（2001年 - 2003年、原画）
- フルーツバスケット（原画）

2002年
- フォルツァ!ひでまる（キャラクターデザイン）

2003年
- カレイドスター（2003年 - 2004年、キャラクターデザイン・総作画監督）※追崎史敏と共同

2004年
- スクールランブル（2004年 - 2005年、キャラクターデザイン・作画監督）

2005年
- アイシールド21（第1期オープニングアニメーション原画）

2006年
- スクールランブル 二学期（キャラクターデザイン・作画監督）

2007年
- レ・ミゼラブル 少女コゼット（キャラクターデザイン）※キャラクターデザインは吉松孝博と共同

2008年
- 薬師寺涼子の怪奇事件簿（作画監督）

2009年
- 宙のまにまに（キャラクターデザイン・総作画監督）

2010年
- 会長はメイド様!（原画）

2011年
- たまゆら〜hitotose〜（総作画監督・OPED作画監督）

2012年
- 銀河へキックオフ!!（2012年 - 2013年、キャラクターデザイン・総作画監督）

2013年
- ジュエルペット ハッピネス（ED原画）

2015年
- 聖剣使いの禁呪詠唱（サブキャラクターデザイン・総作画監督）
- 新あたしンち（作画監督・原画）

2016年
- サザエさん（原画）
- こちら葛飾区亀有公園前派出所 THE FINAL 両津勘吉 最後の日（原画）

2018年
- キャプテン翼（第4作：2018年 - 2019年、キャラクターデザイン・総作画監督）

2022年
- ふしぎ駄菓子屋 銭天堂（2022年 - 2023年、キャラクターデザイン）

2023年
- キャプテン翼シーズン2 ジュニアユース編（キャラクターデザイン・総作画監督）

### 劇場アニメ
2000年
- 映画おじゃる丸 約束の夏 おじゃるとせみら（キャラクターデザイン）

### OVA
2001年
- アニメーション制作進行くろみちゃん（2001年 - 2004年、キャラクターデザイン・作画監督）

2004年
- カレイドスター 新たなる翼 -EXTRA STAGE-（キャラクターデザイン・総作画監督）※追崎史敏と共同

2005年
- スクールランブル 一学期補習（キャラクターデザイン・総作画監督）
- カレイドスター Legend of phoenix 〜レイラ・ハミルトン物語〜（キャラクターデザイン・総作画監督）

2008年
- スクールランブル 三学期（キャラクターデザイン・作画監督）

2009年
- 異世界の聖機師物語（-2010年、キャラクターデザイン・総作画監督）

2010年
- たまゆら（作画監督）

## 映像作品以外での参加
- 今日からアニメなお仕事!（安藤ねい・著 / 講談社X文庫ホワイトハート・刊 / 小説作品 / 挿絵担当）ISBN 978-4-06-255951-5